# 小狗汪汪
《小狗汪汪》是日本漫畫家施川湯雨期的搞笑漫画作品，先在秋田書店的少年漫畫雜誌《Young Champion》2004年16号（2004年7月27日發售）以及同年19号（2004年9月14日發售）發表短篇作品，然後從2005年1号（2004年12月14日發售）連載到2008年6号（2008年2月26日發售）。單行本全3巻，但2004年19号上的短篇並未收錄到單行本上。

## 故事概要
故事描述一隻相當哲学的小狗小草與牠的主人藤村家充滿搞笑和哲理的日常生活故事。作品的動物角色能夠以人的想法來思考，並且也能理解人的話。各動物間還能互相交談，不過人類角色只把這些動物看作是一般寵物而已。

## 登場角色

### 主要角色
小草(もずく)
主角。犬種似乎是諾福克梗狗。雖然是小型的室內犬，不過卻有長毛狗的披毛。充滿哲學家的思考，不過實際上的內容卻很沒建設性而有帶有一點中二病。尼特族。
藤村幸
長女。很疼愛小草的小学4年級生。個性相穩重時常有天然呆獨有的毒舌發言。喜歡工作。
藤村公
小幸的弟弟。小学3年級生。藤村家中、是本作頭腦最好也最正常的人，但個性也很人小鬼大。
藤村母
藤村家之母。經常把小草當作具備各種功能的工具使用。個性似乎也很孩子氣和愛開玩笑。
藤村父
藤村家之父。怕狗。經常想要透過小草來克服這個缺點，不過同時也是個愛貓一族。在家中似乎很沒地位。興趣則是作俳句。
貓（♀）
進常出入藤村家的母野貓。曾被小草救過而喜歡逗弄牠。是個讓小草不擅於應付的對手。一度被藤村父命名為貓之助，但本人卻非常不喜歡這個名字
野生大麥町(ダルメシアン)（♂）
一個自稱旅行世界、看過萬物的老狗，但被小草懷疑只是在附近閒逛而已。講話像老人一樣又臭又長。第10話、第27話、第51話、第73話登場。
土撥鼠(もぐら)（♂）
喜歡講大道理的鼬鼠。住在地底下。曾與喜歡挖洞的小草進行打地鼠的遊戲。第13話、第35話、第68話、第69話登場。
小櫻(サクラ)
因為主人搬家把牠遺棄而因此住在空屋內的母犬。在牠與小草見面前都相當鬱悶，最後則是被主人帶回去。尾巴和草牡丹很像。第68話、第69話登場。

### 單集登場角色（第1集的角色）
潔白(マシロ)（♂）
因為體毛純白而被叫作「潔白」的狗。個性非常膽小。第5話登場。
里美(サトミ)
小幸的朋友、潔白的主人。第5話登場。
治郎(チロ)（♂）
犬種是迷你杜賓犬。會隨著本能奔跑，但其實是隻只要看到大一點的蟲就會跑走的膽小狗。第12話登場。
聖伯納犬(セントバーナード)（♂）
與散歩中的小草相見，喜歡對陌生狗講關於聖伯納犬的笑話。第12話登場。
迷你臘腸狗(ミニチュアダックスフンド)（♀）
曾對小草說出「人的社會性不適用狗的世界」的狗，而且還很自然地在小草面前展露獸性而直接在牠面前拉屎。第12話登場。
達尼(ダニー)（♂）
外表與小草很像的狗，但體型比牠還大。透過貓的幫忙而認識小草。第16話登場。
鬼海星老師(オニヒトデ先生)
小幸所讀的作品的主角並且出現在小草的夢中、物種是鬼海星。第22話登場。
小狗
把掛上鼻眼鏡裝飾的小草當作聖誕老人而一直跟著牠，後來與小草和貓一起度過愉快的聖誕夜。第25話登場。

### 單集登場角色（第2集的角色）
親戚的孩子
雖然是嬰兒而且看起來相當純真可愛，不知為何卻很會使出摔角技巧。第28話登場。
公可羅（コロ）（♂）
野狗。似乎知道母可羅（♀）的事情而且還拜託偶遇的小草幫牠傳話，後來原諒了母可羅。第33話登場。
母可羅(コロ)（♀）
母狗‧似乎喜歡公可羅（♂），由於曾取代公可羅而被收養，所以對公可羅一直過意不去。第33話登場。
蛇可羅(コロ)（蛇）
睡在公圓長椅下的蛇。雖然念作可羅，但卻寫作「殺」（兩者發音都相同）。第33話登場。
喜帕恰斯（ヒッパルコス）
犬種是迷你雪納瑞。名字由來來自於古代希臘天文学家。很會拉長東西。第34話登場。
小桃子(モモ)
小幸学校養的母兔子。對美國的事物相當執著、很會講美式髒話。個性看起來很糟，但其實內心也有纖細的一面。第41話登場。
萊克特(レクター)
在牆壁另一邊而會發出巨大叫聲的不明動物，與小草有互相問答的對話而且還能準確地猜出小草的體型與個性，並且最後向小草說自己其實是普通的狗而已。第45話登場。
3匹小貓
某戶人家中的小貓。因為小草只能從袋子裡探出頭來而被牠們誤會是烏龜。第46話登場。
馴鹿(トナカイ)
聖誕節中在小草的夢中出現的鹿。第49話登場。
烏龜
由於相當膽小而一直不肯從龜殼裡探出頭的烏龜，喜歡用各種東西當成自己的頭。後來被小草他們說服而要探出頭來，但卻因為吃得太胖而卡在龜殼裡。第52話登場。

### 單集登場角色（第3集的角色）
女子
以珍藏人氣甜點為目標的憐愛系女孩子，似乎喜歡小公而偷偷送給他巧克力。第53話登場。
卡連(カーレン)
喜歡偷鞋子的黑貓。小時候曾被野狗發現在一隻鞋子內而加以撫養，因此為了找尋原來另一隻鞋子而到處偷鞋。第54話登場。
烏鴉(カラス)
努力像隻狗的烏鴉。原本被以為自己是代替家犬而被飼養，但最後則是被主人認同是家裡的寵物。第59話登場。
巴特(バット)
犬種是西藏梗。喜歡每天早上數叫作「鬼面角」的仙人掌的刺，但其實是想要看它開花。最後與小草順利地看到。第61話登場。
松鼠姐妹
出現在小草帽中的兩隻松鼠，因為失憶兩隻都懷疑自己吃了對方，但其實是吃了乾燥劑。第62話登場。
幸江(ユキエ)
小幸的表姐。希望能當上小説家，喜歡玩魔術方塊而且所設定的故事都很驚悚。第64話に登場。
悟空
長得像是筋斗雲、會用像是漫画『七龍珠』主角「孫悟空」一樣的方式講話的狗。但其實是因為毛被主人剪得太失敗，為了消除壓力而喜歡找人打架。第65話登場。
邦尼和克萊德(ボニー&クライド)
小幸玩抓金魚抓到的2尾金魚。而且由小幸每天對牠們寫觀察日記，不過寫到最後卻像是在寫小說一般。第66話登場。
富力歐(フリオ)
野狗。小草的朋友。常說出不可思議的事情，不過被小草說出根本是騙人的。第71話登場。

### 單集角色（短篇角色）
女同學
與小幸一起對小草和螳螂進行寫生。在第一部的短篇『小狗汪汪!』（Young Champion 2004年16号）中登場。
竹輪(ちくわ)
犬種是吉娃娃。操關西腔。會和小草吵架。在第二部的短篇『小狗汪汪!』（Young Champion 2004年19号）中登場。
優子(ユウコ)
小幸的朋友、竹輪的主人。在第二部的短篇『小狗汪汪!』中登場。

### 「魯可拉」系列有關角色
魯可拉(ルッコラ)
小幸所喜歡的電視動畫的主角狗。第57話、第60話、第67話、第74話登場。
哈姆(ハムさん)
倉鼠。魯可拉的搭檔。總是喜歡在牠背後笑著。第57話、第67話、第74話登場。
螺旋丸(ねじ丸)
作為魯可拉宿敵的機械犬。還有販賣以牠為原型的模型玩具。第67話登場

## 關連項目
- 施川湯雨期

## 外部連結
- 秋田書店 - 單行本發售處
- 施川湯雨期的小小破屋（仮） - 作者的官網
- 在白皙的原稿上、我要用爪子切開。 （页面存档备份，存于） - 作者的部落格